# Vlag van Friuli-Venezia Giulia

Vlag van Friuli-Venezia Giulia

De vlag van Friuli-Venezia Giulia bestaat uit een gouden adelaar op een blauw veld, rustend op een oude stad.
De kleuren (goud en blauw) zijn afkomstig van de historische vlag van Friuli die werd gebruikt door de middeleeuwse Patria del Friuli - een staat die onafhankelijk was van 1077 tot 1420 en werd geregeerd door het patriarchaat Aquileja. Het symbool van de adelaar komt van de naam van de oude stad Aquileia, die volgens de populaire legende is afgeleid van een adelaar (Latijn: aquila) die de eerste burgers de plek toonde waar de oude stad gesticht moest worden. De moderne vlag, aangenomen op 17 oktober 2001, maakt gebruik van een adelaarontwerp dat gevonden is op een antieke vaas die bewaard wordt in een museum in Aquileia.